# Tuek Chhou
Tuek Chhou là một huyện (srok) thuộc tỉnh Kampot, miền nam Campuchia. Huyện nằm bao quanh Thị xã Kampot.

## Hành chính
| Khum (Xã)      | Phum (Làng)                               | Geocode |
| -------------- | ----------------------------------------- | ------- |
| Khum Preykhmum | Tropong pring,Prey khmum,Wat Ang, Pom Kol | -       |